# رائول بلانووا
رائول بلانووا (انگلیسی: Raoul Bellanova؛ زادهٔ ۱۷ مهٔ ۲۰۰۰) بازیکن فوتبال اهل ایتالیا است که به عنوان مدافع برای باشگاه فوتبال آتالانتا بازی می‌کند.

## افتخارات

### باشگاهی
اینتر میلان
- جام حذفی فوتبال ایتالیا(۱): ۲۳–۲۰۲۲
- سوپر جام فوتبال ایتالیا(۱): ۲۰۲۲
- لیگ قهرمانان اروپا: ۲۳–۲۰۲۲ (نایب قهرمان)